# La Calzada de Oropesa
La Calzada de Oropesao Calzada de Oropesaes un municipio y localidad española perteneciente a la provincia de Toledo, en la comunidad autónoma de Castilla-La Mancha.

## Toponimia
El nombre “La Calzada” proviene del latín *calciata*, que significa “empedrada”, en referencia a la antigua calzada romana que cruzaba el paraje donde se asienta el núcleo urbano.
Con la anexión del arrabal medieval de Carrascalejo, la entidad se denominó inicialmente **La Calzada y Carrascalejo**. Este topónimo compuesto reflejaba la unión de ambos pueblos, aunque el uso de “Carrascalejo” se fue perdiendo hasta que acabó denominándose simplemente **La Calzada**.
Para evitar confusiones con otras localidades de igual nombre, se añadió el sufijo **“de Oropesa”**, haciendo referencia a su histórica vinculación al señorío del Condado de Oropesa. Así surgió el nombre actual: **La Calzada de Oropesa**.

## Geografía
El municipio forma parte en la comarca de Campana de Oropesa y linda al norte con el río Tiétar que lo separa de Candeleda en la provincia de Ávila, al este con Las Ventas de San Julián, Oropesa, Lagartera, Herreruela de Oropesa y Caleruela, al sur con El Gordo y al oeste con Talayuela, estos dos últimos también de Cáceres.
Se encuentra a 126 kilómetros de la capital provincial y está a una altitud de 357 metros sobre el nivel del mar. Está atravesado por la Autovía del Suroeste, concretamente entre los pK 156 y 162.
Por el término discurren los riachuelos Alcañizo, San Julián, Carcaboso y Cina alta.
| Noroeste: Oropesa (exclave) | Norte: Candeleda | Noreste: Lagartera                                |
| Oeste: Talayuela            |                  | Este: Las Ventas de San Julián, Oropesa (exclave) |
| Suroeste: Oropesa (exclave) | Sur: El Gordo    | Sureste: Herreruela de Oropesa, Caleruela         |

### Clima
El clima propio de la localidad es el mediterráneo continentalizado,[cita requerida] caracterizado por inviernos fríos y veranos secos y calurosos. La Calzada ostenta, compartido con otras ocho localidades, el récord de temperatura más alta registrada en España desde que existen registros. En el verano de 1970 el mercurio de la estación climatológica llegó a alcanzar los 49 °C.

## Historia

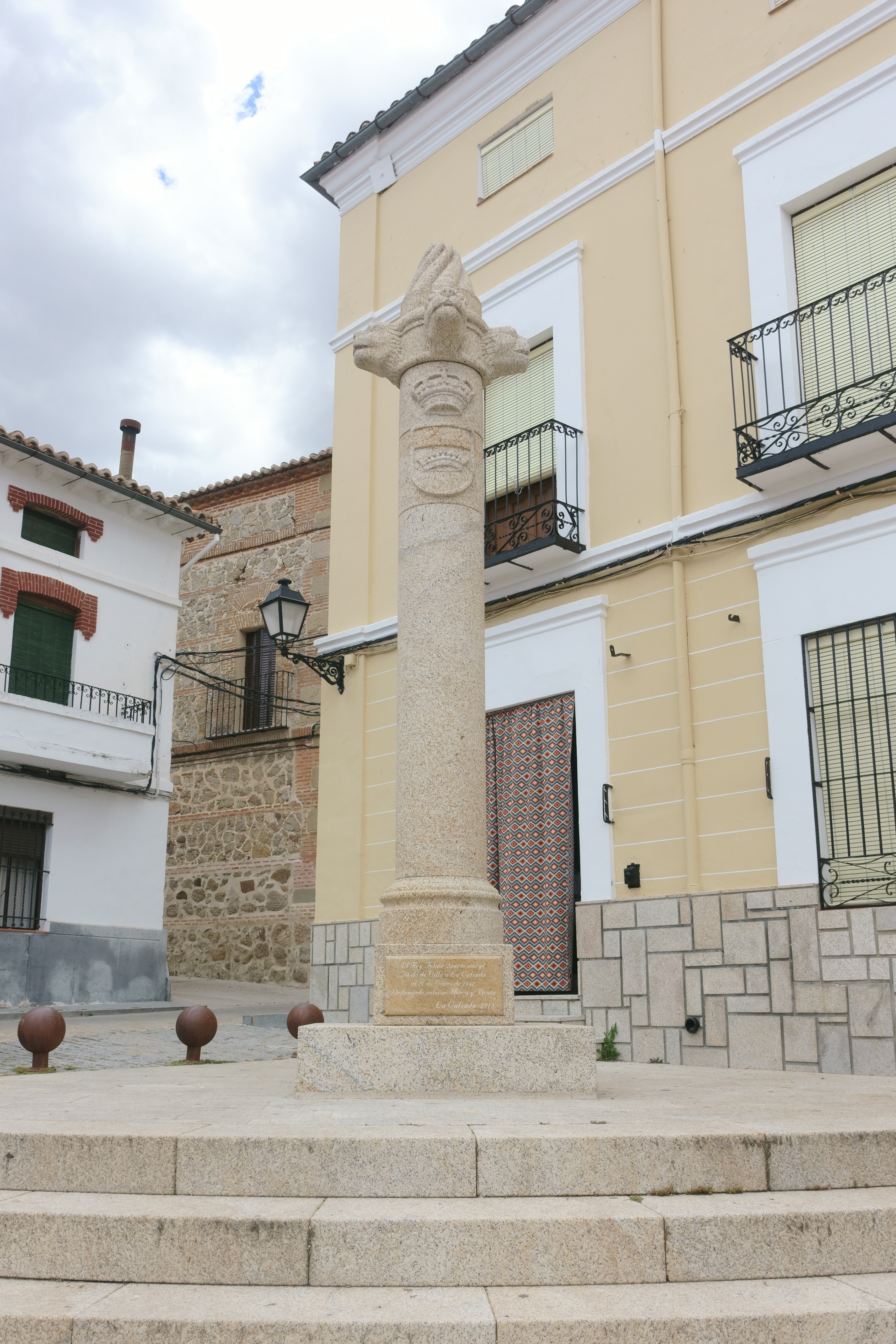
Picota

La Calzada de Oropesa debió estar poblada desde tiempo inmemorial. Diversos restos arqueológicos —como hachas y lascas de la Edad de Piedra— hallados en su término municipal dan fe de ello :contentReference[oaicite:1]{index=1}. El descubrimiento de un verraco durante la remodelación de una vivienda junto a la iglesia parroquial, hacia mediados del siglo XX, sugiere la existencia de un primitivo castro celta. Estos verracos, esculturas zoomorfas de granito colocadas tradicionalmente en entradas de castros, eran símbolos de protección de los rebaños del pueblo vetón, de origen celta-ligur, que ocupó la zona desde el siglo V hasta su integración en el mundo romano en el siglo I.

### Calzada romana y necrópolis tardorromana
La fusión cultural se evidencia también por el paso de una calzada romana que conectaba Augusta Emerita, Caesarobriga y Toletum. Además, se documentó una necrópolis romana junto a la Laguna de Las Limas, descubierta en 1988 durante las obras de la A‑5, que sugiere la posible existencia de una villa o mansio destinada a viajeros y tropas.

### Edad Media y Carrascalejo
Durante la Edad Media existió el arrabal de Carrascalejo, y su denominación quedó asociada al núcleo principal como “La Calzada y Carrascalejo”. Este arrabal fue anexionado posteriormente, conservándose hoy el topónimo en el pilón de la “Carrasca” en la plaza principal.

### Del señorío de Oropesa a villa (1642)
Hasta 1642 La Calzada pertenenció a la jurisdicción de Oropesa. El 20 de febrero de ese año, el rey Felipe IV le otorgó el título de villa, concediéndole autonomía jurisdiccional y liberándola del señorío condal. El primer consistorio estuvo compuesto por: Francisco García de la Herrera (alcalde), Bartolomé Sarro (teniente alcalde), Marcos Rico y Manuel Cuadrado (regidores), Sebastián Sarro (procurador general), Francisco de Robles (alguacil) y Francisco Rodríguez Salazar (escribano). También cabe destacar el primer juicio municipal, celebrado el 30 de enero de 1642, referente a una deuda de 25 reales.
La anexión de Carrascalejo amplió el término a 14 504 hectáreas, consolidando La Calzada como segundo municipio más extenso del antiguo señorío de Oropesa. El asentamiento de Carrascalejo desapareció y quedó el pilón conocido como “Carrasca”.

### SigloXVII: arte y arquitectura
- **Iglesia de Nuestra Señora de la Asunción**: construcción renacentista con añadidos barrocos. En 1986 se recuperaron pinturas del siglo XVII atribuidas a Claudio Coello :contentReference[oaicite:8]{index=8}.
- **Convento de Agustinas Recoletas**: fundado en 1675–1676 sobre un antiguo hospital-ermita dedicado al Cristo de las Misericordias. Conserva una iglesia de cruz latina y un camarín con la imagen del Cristo, que aún se conserva.

### Siglos XIX–XX: sociedad, emigración y represión
Durante el siglo XIX y primera mitad del XX, La Calzada experimentó una notable despoblación, como muchas otras zonas rurales de España :contentReference[oaicite:10]{index=10}.  
Además, varios vecinos sufrieron represalias durante la Guerra Civil y el franquismo; recientemente se han documentado exhumaciones en fosas locales (no citadas directamente).  

### Manuel García Barrado
Manuel García Barrado, nacido el 1 de enero de 1918 en La Calzada, combatió como voluntario en el bando republicano y, tras huir a Francia, fue deportado al campo de concentración de Mauthausen el 3 de abril de 1941. Sobrevivió gracias a su trabajo como delineante y continuó viviendo en Austria tras su liberación. Fue condecorado con la Golden Order of Merit of the Republic of Austria y la Cruz de Caballero de la Orden del Mérito Civil (España).

### SigloXXI: recuperación patrimonial y turismo
En 1986 se restauraron las pinturas de Claudio Coello en la iglesia.  
Se han desarrollado rutas senderistas que recorren la antigua calzada romana, la Dehesa Boyal y la Laguna de Las Limas, impulsando el turismo cultural en la zona.  
También se programan eventos locales como ferias gastronómicas, concursos de tapas y microrrelatos, y actividades deportivas, consolidando la dinamización del patrimonio y la cultura local.

## Demografía
Cuenta con una población de 518 habitantes (INE 2024).
| Gráfica de evolución demográfica de La Calzada de Oropesa entre 1842 y 2021                                           |
| |
| Población de derecho según los censos de población del INE. Población de hecho según los censos de población del INE. |

## Economía
En la época musulmana tenía gran importancia el olivar y la cría del gusano de seda, llegando a tener 30 telares y 5 molinos de aceite. Actualmente su economía se basa en la agricultura y la ganadería.

### Evolución de la deuda viva

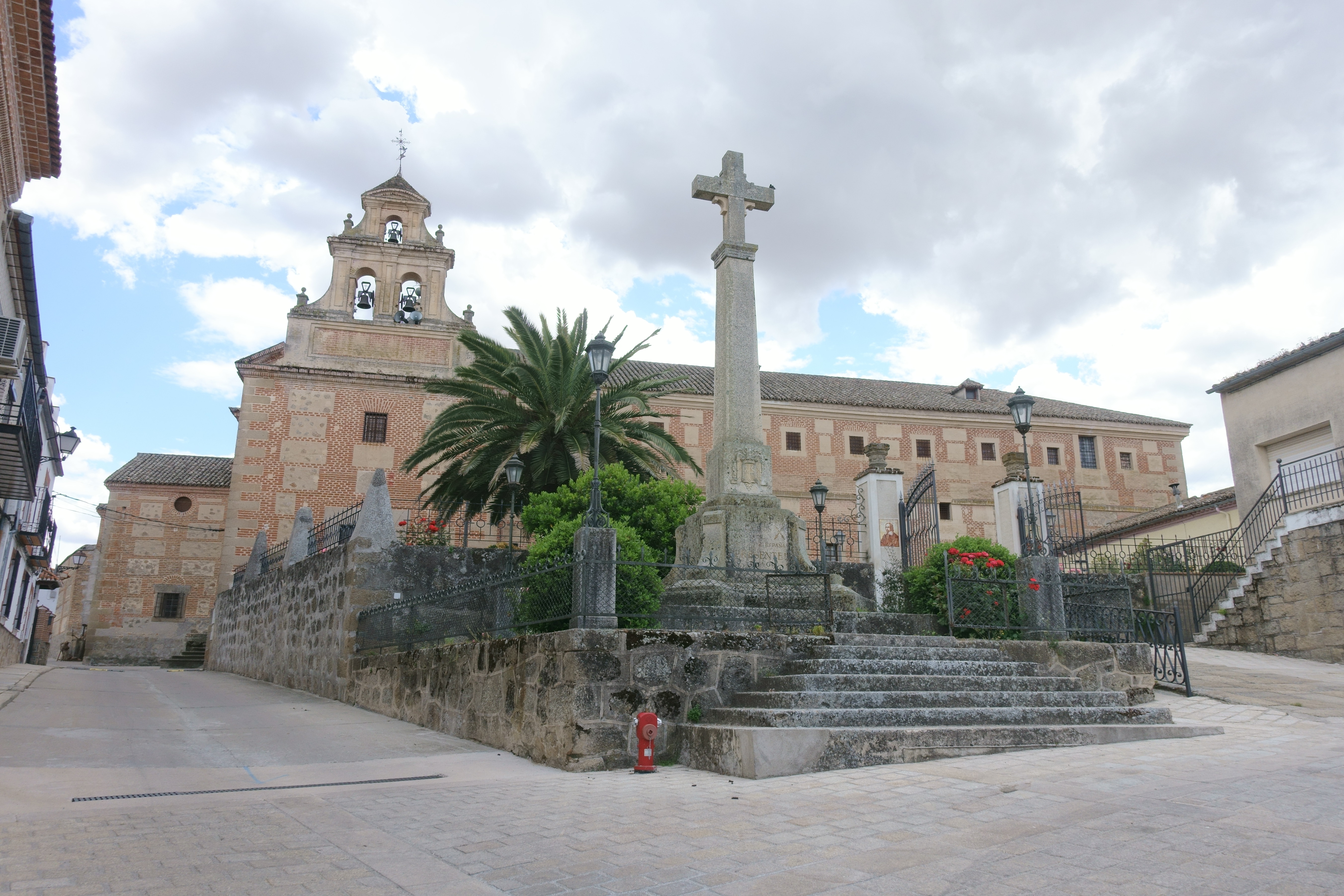
Convento de Agustinas Recoletas

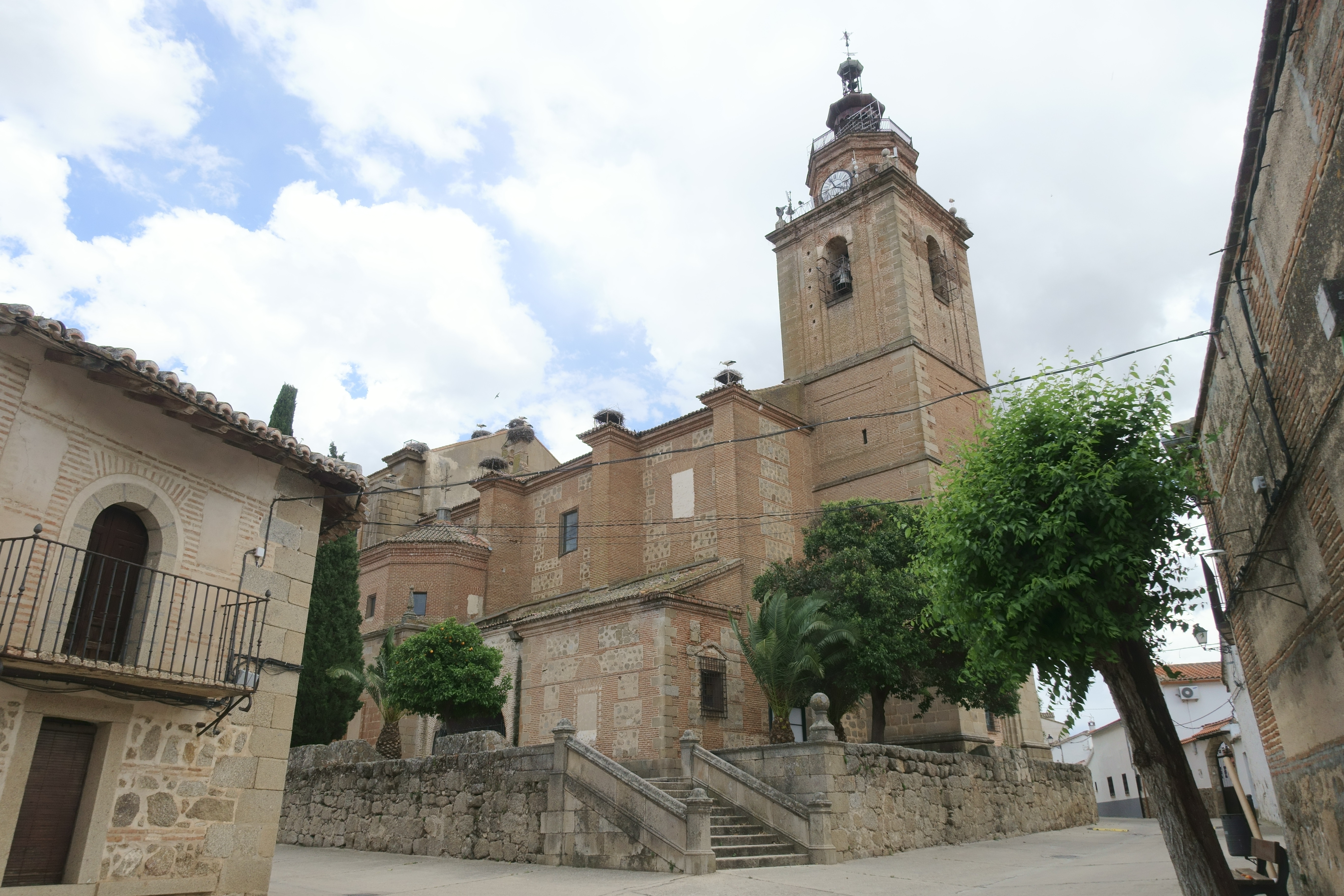
Iglesia de Nuestra Señora de la Asunción

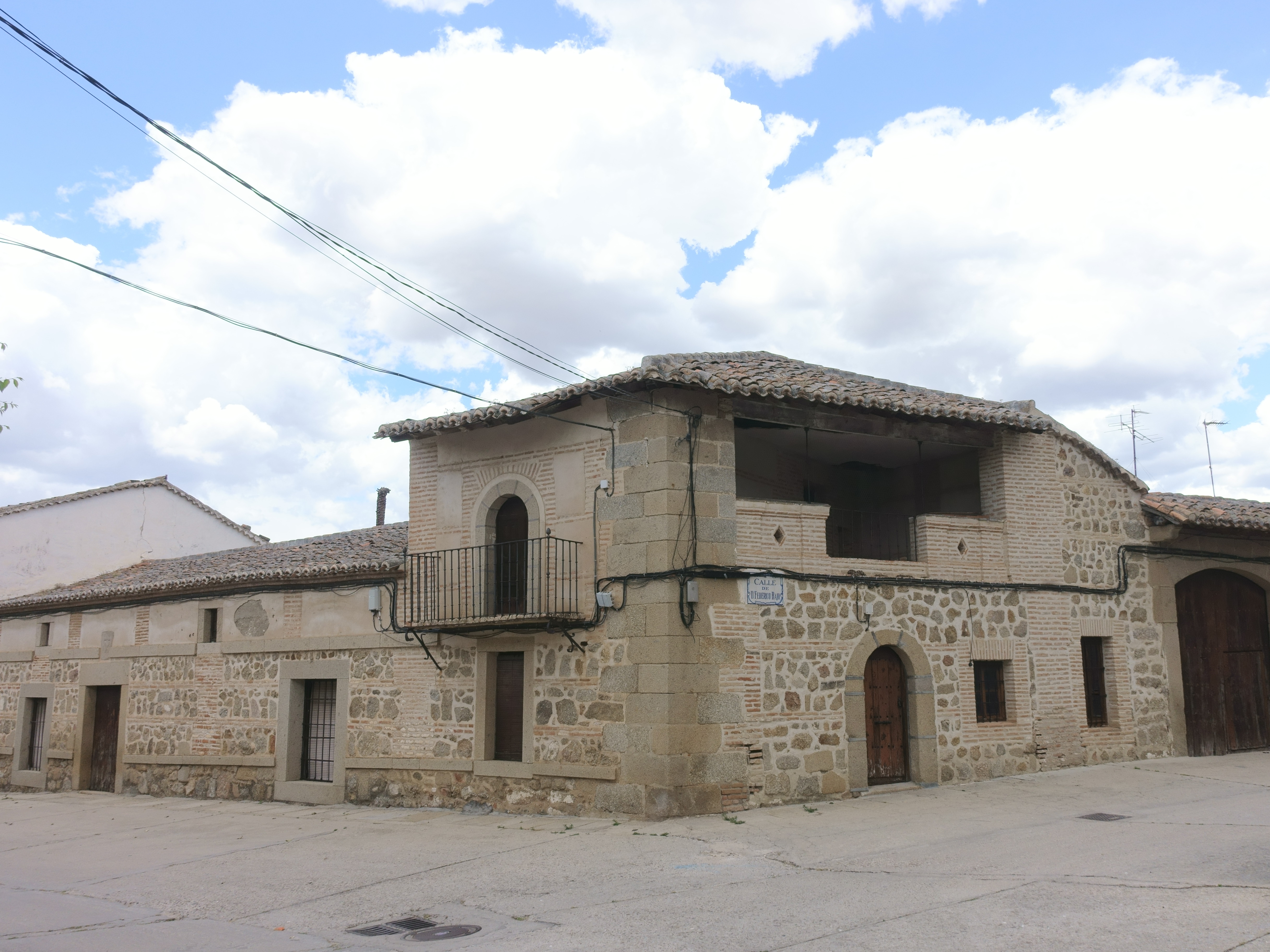
Casa de los Presbíteros y Canónigos

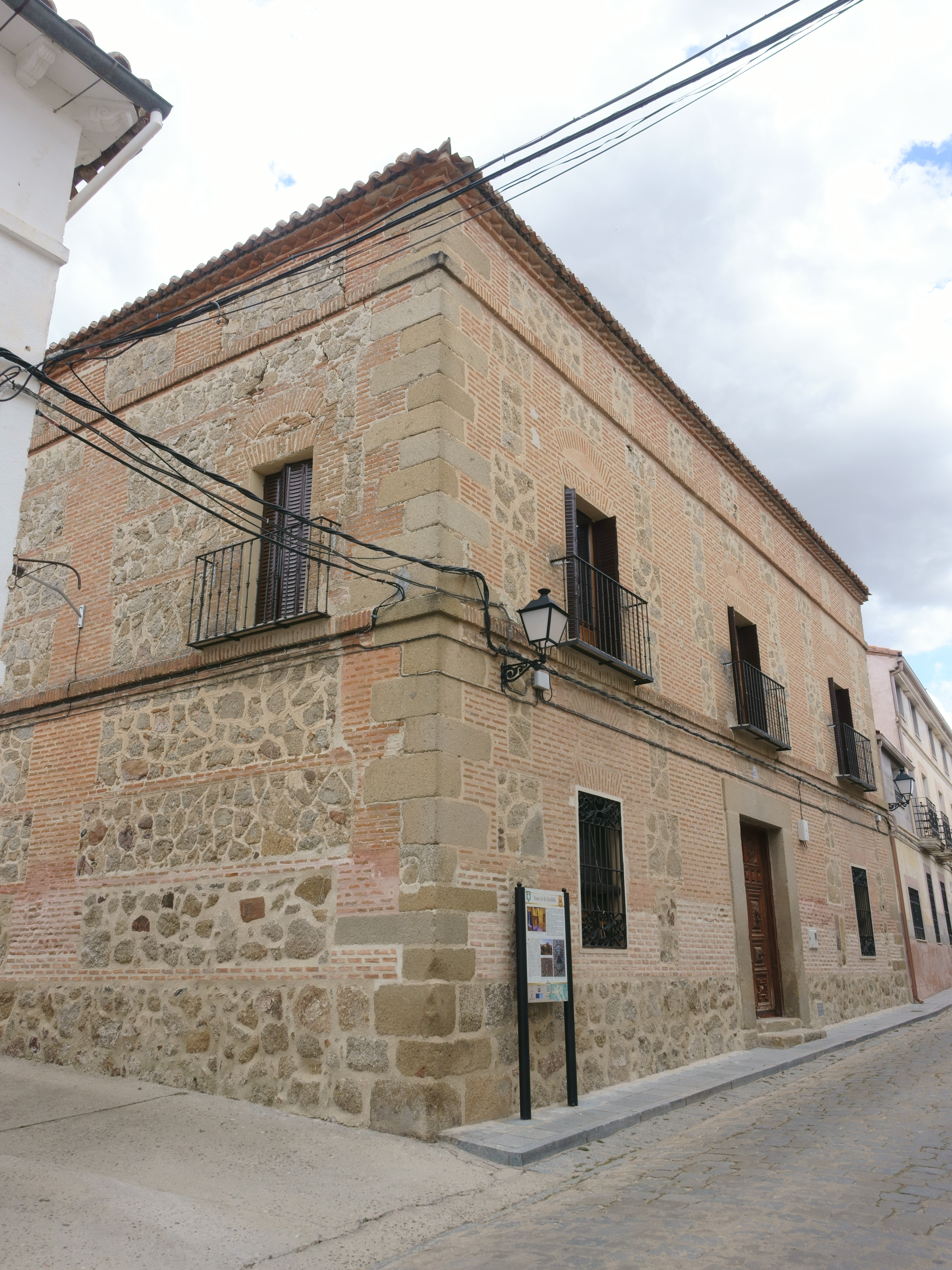
Casa de La Castilla

El concepto de deuda viva contempla solo las deudas con cajas y bancos relativas a créditos financieros, valores de renta fija y préstamos o créditos transferidos a terceros, excluyéndose, por tanto, la deuda comercial.
| Gráfica de evolución de la deuda viva del ayuntamiento entre 2008 y 2014                             |
| |
| Deuda viva del ayuntamiento en miles de Euros según datos del Ministerio de Hacienda y Ad. Públicas. |

La deuda viva municipal por habitante en 2017 ascendía a 0 €.

## Administración y política
| Periodo   | Nombre                    | Partido |
| --------- | ------------------------- | ------- |
| 1979-1983 | Timoteo Luengo Bellón     | UCD     |
| 1983-1987 | Simón Urdiales Martín     | AP      |
| 1987-1991 | Vicente Moreno Carvajal   | CDS     |
| 1991-1995 | Neófito Moreno Alegre     | PSOE    |
| 1995-1999 | Neófito Moreno Alegre     | PSOE    |
| 1999-2003 | Jesús Jiménez Amor        | PSOE    |
| 2003-2007 | Jesús Jiménez Amor        | PSOE    |

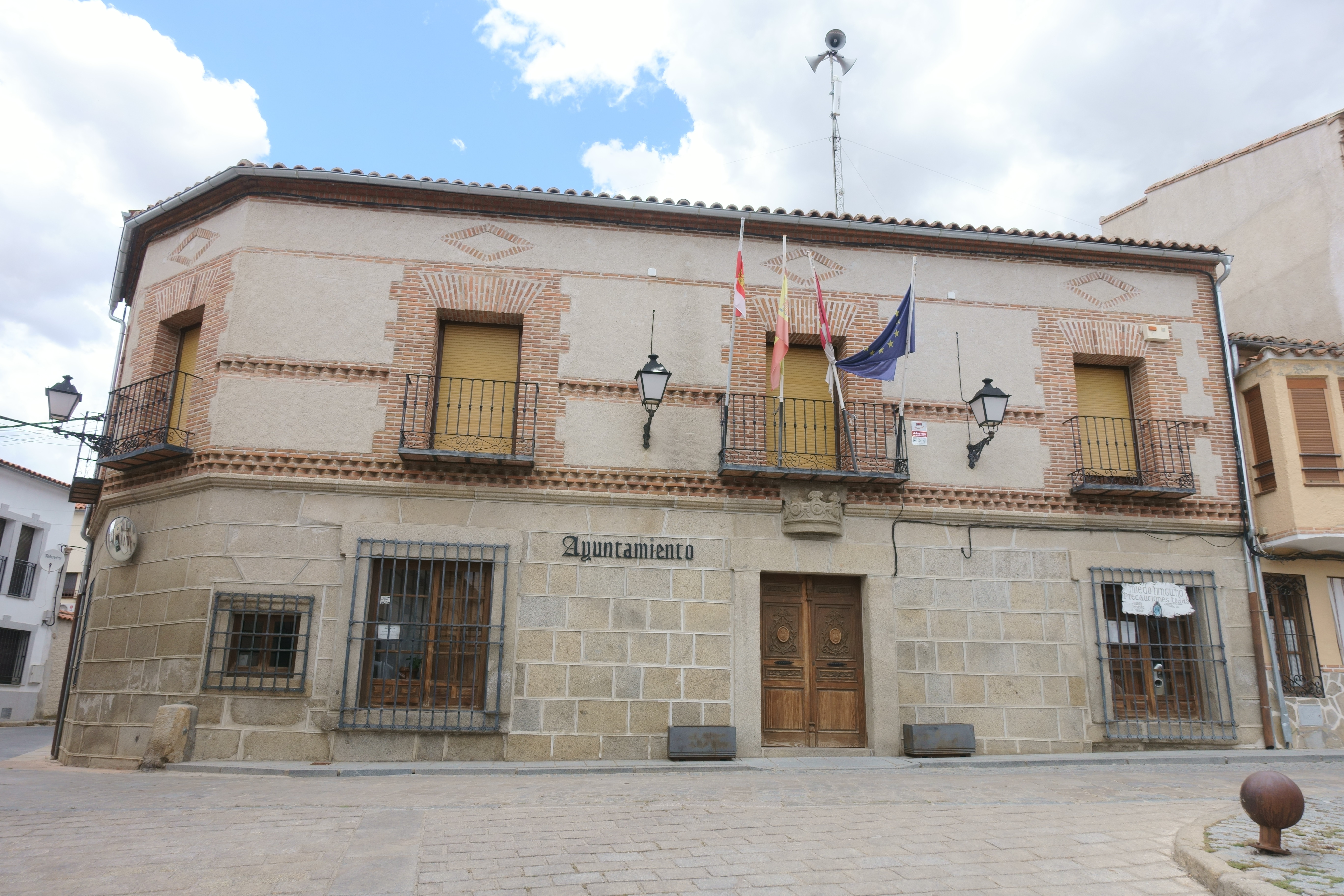
Casa consistorial

| 2007-2011 | Ana María Montesino Muñoz | PSOE    |
| 2011-2015 | Valerio Pulido Martín     | UCIT    |
| 2015-2019 | Valerio Pulido Martín     | UCIN    |
| 2019-2023 | Valerio Pulido Martín     | UCIN    |

## Patrimonio
Destaca la iglesia parroquial de Nuestra señora de la Asunción, visible desde la comarca, la cual cuenta con pinturas de Claudio Coello. Estas pinturas fueron redescubiertas en 1986 durante unos trabajos de restauración. Igualmente, el convento de Agustinas Recoletas fundado por 1676 por Isabel de la Madre de Dios.
También destacan casas señoriales como la de los Presbíteros y Canónigos, la de La Castilla, la de la familia Huertas, la Hidalga, la de los señores Tebar o la del Curato.